# Mesanthophorinae
Mesanthophorinae S.C. Keeley & H. Rob., 2009 è una sottotribù di piante angiosperme dicotiledoni della famiglia delle Asteraceae.

## Etimologia
Il nome scientifico di questo gruppo deriva dal suo genere più importante Mesanthophora H. Rob., 1992, le cui specie si trovano esclusivamente nell'America Meridionale, ed è stato definito per la prima volta dai botanici Sterling C. Keeley  (1948-) e Harold Ernest Robinson (1932-) nella pubblicazione "Systematics, evolution and biogeography of Compositae - 451. 2009" del 2009.

## Descrizione
L'habitus di queste piante è erbaceo (con ciclo biologico perenne), a volte con portamento decombente, con spessi rizomi e ricoperto da peli di tipo semplice (in Telmatophila), oppure glabro (in Mesanthophora).
Le foglie lungo il caule sono disposte in modo alternato (per lo più sessili). La superficie delle foglie è percorsa da venature di tipo pennato. In alcune specie sono auricolate e brevemente decorrenti (in Mesanthophora).
Le infiorescenze sono formate da capolini sessili disposti in posizione ascellare, oppure nel mezzo agli internodi. In alcuni casi (in Telmatophila) sono presenti dei capolini secondari (sinflorescenze) sottesi da brattee fogliacee. I capolini sono composti da un involucro formato da diverse brattee (vedi tabella per il numero) che fanno da protezione al ricettacolo sul quale s'inseriscono i fiori tubulosi. Le brattee dell'involucro sono persistenti; hanno forme lineari-lanceolate con portamento eretto-patente. Il ricettacolo è nudo, ossia privo di pagliette a protezione della base dei fiori.
I fiori (vedi tabella per il numero) sono tetra-ciclici (ossia sono presenti 4 verticilli: calice – corolla – androceo – gineceo) e pentameri (ogni verticillo ha in genere 5 elementi). I fiori sono inoltre ermafroditi e actinomorfi (raramente possono essere zigomorfi).
- Formula fiorale:

*/x K {\displaystyle \infty }, [C (5), A (5)], G 2 (infero), achenio
Calice: i sepali del calice sono ridotti ad una coroncina di squame.
Corolla: il colore della corolla è da lavanda a biancastro; i lobi sono riflessi con superficie sericea (in Acilepidopsis).
Androceo: gli stami sono 5 con filamenti liberi e distinti, mentre le antere sono saldate in un manicotto (o tubo) circondante lo stilo.  Le antere sono prive di ghiandole, mentre la base, a volte arrotondata, e le appendici sono sclerificate. Il polline è triporato (con tre aperture di tipo isodiametrica o poro) ed echinato (con punte); in alcune specie la parte più esterna dell'esina è sollevata a forma di creste e depressioni.
Gineceo: lo stilo è filiforme, ed è privo di nodi (in Acilepidopsis e in Telmatophila), oppure provvisto di nodi (in Mesanthophora). Gli stigmi dello stilo sono due divergenti.  L'ovario è infero uniloculare formato da 2 carpelli. Gli stigmi hanno la superficie stigmatica interna.
I frutti sono degli acheni con pappo. Gli acheni a forma oblunga-ovoide, sono provvisti di rafidi allungati oppure sono mancanti; sono presenti anche tessuti di tipo idioblasto. Il pappo è formato da setole capillari oppure da circa 8 piccole scaglie laciniate (in Telmatophila) o altrimenti setole frammiste con squamelle (queste ultime sono persistenti).

### Struttura dell'involucro, del capolino e dell'achenio
| Genere        | Numero brattee dell'involucro | Numero fiori per capolino | Numero coste dell'achenio |
| ------------- | ----------------------------- | ------------------------- | ------------------------- |
| Acilepidopsis | circa 30                      | 8 - 13                    | 10                        |
| Mesanthophora | circa 100 in circa 5 serie    | 90 - 100                  | 8 - 10                    |
| Telmatophila  | 4                             | 4                         | 8                         |

## Biologia
- Impollinazione: l'impollinazione avviene tramite insetti (impollinazione entomogama tramite farfalle diurne e notturne).
- Riproduzione: la fecondazione avviene fondamentalmente tramite l'impollinazione dei fiori (vedi sopra).
- Dispersione: i semi (gli acheni) cadendo a terra sono successivamente dispersi soprattutto da insetti tipo formiche (disseminazione mirmecoria). In questo tipo di piante avviene anche un altro tipo di dispersione: zoocoria. Infatti gli uncini delle brattee dell'involucro si agganciano ai peli degli animali di passaggio disperdendo così anche su lunghe distanze i semi della pianta.

## Distribuzione e habitat
Le specie di questo gruppo sono distribuite solamente nell'America Meridionale (Brasile, Argentina e Bolivia) e prediligono habitat più o meno subtropicali.

## Tassonomia
La famiglia di appartenenza di questa voce (Asteraceae o Compositae, nomen conservandum) probabilmente originaria del Sud America, è la più numerosa del mondo vegetale, comprende oltre 23.000 specie distribuite su 1.535 generi, oppure 22.750 specie e 1.530 generi secondo altre fonti (una delle checklist più aggiornata elenca fino a 1.679 generi). La famiglia attualmente (2021) è divisa in 16 sottofamiglie.

### Filogenesi
Le specie di questo gruppo appartengono alla sottotribù Lychnophorinae descritta all'interno della tribù Vernonieae Cass. della sottofamiglia Vernonioideae Lindl.. Questa classificazione è stata ottenuta ultimamente con le analisi del DNA delle varie specie del gruppo. Da un punto di vista filogenetico in base alle ultime analisi sul DNA la tribù Vernonieae è risultata divisa in due grandi cladi: Muovo Mondo e Vecchio Mondo. I generi di Mesanthophorinae appartengono al clade relativo all'America.
In precedenza la tribù Vernonieae, e quindi la sottotribù (Mesanthophorinae), era descritta all'interno della sottofamiglia Cichorioideae. In particolare tutti i generi della sottotribù in passato erano descritti all'interno della sottotribù Erlangeinae.
Le specie della sottotribù presentano il seguente numero cromosomico: 2n = 72.

### Composizione della sottotribù
Questo gruppo comprende 3 generi e 4 specie.

| Genere                            | N. specie                                        | Distribuzione            | Caratteri principali |
| --------------------------------- | ------------------------------------------------ | ------------------------ | --- |
| Acilepidopsis H.Rob., 1989        | Una specie: A. echitifolia (Mart. ex DC.) H.Rob. | Sud America (orientale)  | Il portamento delle piante alla base è decombente. - Tutte le varie parti della pianta sono ricoperte di punti ghiandolosi (giallastri o rossicci). - Le appendici apicali delle code delle antere sono sclerificate. |
| Mesanthophora H. Rob., 1992       | 2                                                | Bolivia e Paraguay       | L'indumento delle piante è glabro. - I capolini sono peduncolati e inseriti nel mezzo degli internodi. - Le foglie hanno delle basi sessili e auricolate.                                                             |
| Telmatophila Mart. ex Baker, 1873 | Una specie: T. scolymastrum Mart. ex Baker       | Brasile (nord-orientale) | Icapolini hanno 4 fiori. - Le foglie sono strette. |